# Palsa

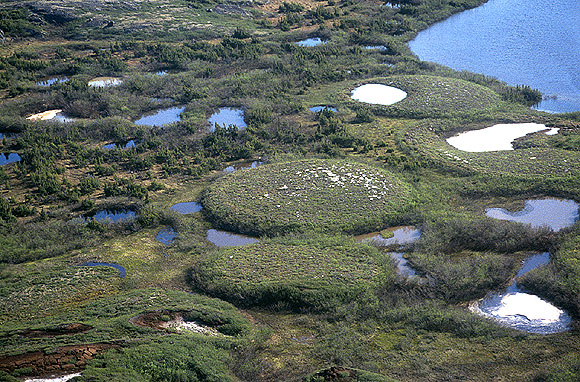
Un gruppo di palse ben sviluppate osservate dall'alto

Le palse sono criosollevamenti bassi, spesso di forma ovale, che si verificano nei climi polari e subpolari, laddove si formano lenti di ghiaccio congelate in modo permanente. Simili ai pingo, le palse sono costituite da un nucleo di ghiaccio giacente sotto uno strato di terreno, ma in genere sono più piccole; spesso si formano in gruppi e possono svilupparsi dalle acque sotterranee senza ulteriore pressione idrostatica. Le palse in genere si trovano in regioni che hanno un permafrost discontinuo, e in tali aree possono essere la sola prova attendibile in superficie della presenza di permafrost. Le palse necessitano di grande quantità d'acqua per poter formare le loro lenti di ghiaccio, e per questa ragione si originano in modo particolare nelle paludi e negli acquitrini.

## Genesi
Le palse possono essere sorte in aree di brughiera o palude dove il fronte freddo invernale penetra relativamente più veloce rispetto alle aree circostanti, forse a causa di una copertura insolitamente sottile di neve. La mancanza di isolamento termico fornito dalla neve spessa permette un congelamento molto più profondo nei mesi invernali. Questo ghiaccio può allora durare per tutta l'estate con un 'rigonfiamento' persistente fino a diversi cm a causa del criosollevamento. La superficie elevata di una palsa tenderà anche ad avere una coltre di neve più sottile, permettendo un più grande raffreddamento di inverno, mentre in estate il materiale di superficie (specialmente se organico) si asciugherà fornendo l'isolamento termico. Così la temperatura interna è costantemente inferiore rispetto a quella del terreno circostante. Ciò contribuisce alla formazione di una lente di ghiaccio che si sviluppa assorbendo le acque circostanti. L'espansione del ghiaccio a temperature di congelamento esercita una pressione sul suolo circostante, costringendo ancor più l'acqua fuori dagli spazi dei pori laddove si accumula facendo così aumentare il volume della lente di ghiaccio in fase di accrescimento. Si sviluppa un ciclo di retroazione positiva. Le variazioni di umidità in superficie saranno tali da preservare il permafrost appena formato.
Lo strato di suolo sovrapposto gradualmente si solleva a causa del criosollevamento. In una sezione trasversale, i nuclei di ghiaccio di una palsa appaiono stratificati, in quanto causati da successivi intervalli correlati ai congelamenti invernali. Nel caso delle palse, comunque, l'acqua pressata fuori dai pori non è decisiva, dato che il terreno paludoso è saturo d'acqua e di conseguenza fornisce sempre acqua a sufficienza per la crescita del nucleo di ghiaccio.
Le palse sembrano attraversare un ciclo di sviluppo che conduce infine allo scongelamento e al collasso. Le fratture aperte che in genere accompagnano la crescita delle palse e l'acqua che tende ad accumularsi intorno, probabilmente a causa del loro peso che deprime la superficie della torbiera adiacente, sono fattori importanti in questo processo. Il fatto che tra le varie palse siano presenti contemporaneamente varie fasi di crescita e decadimento dimostra che il loro collasso non è necessariamente indicativo del cambiamento climatico.

## Morfologia

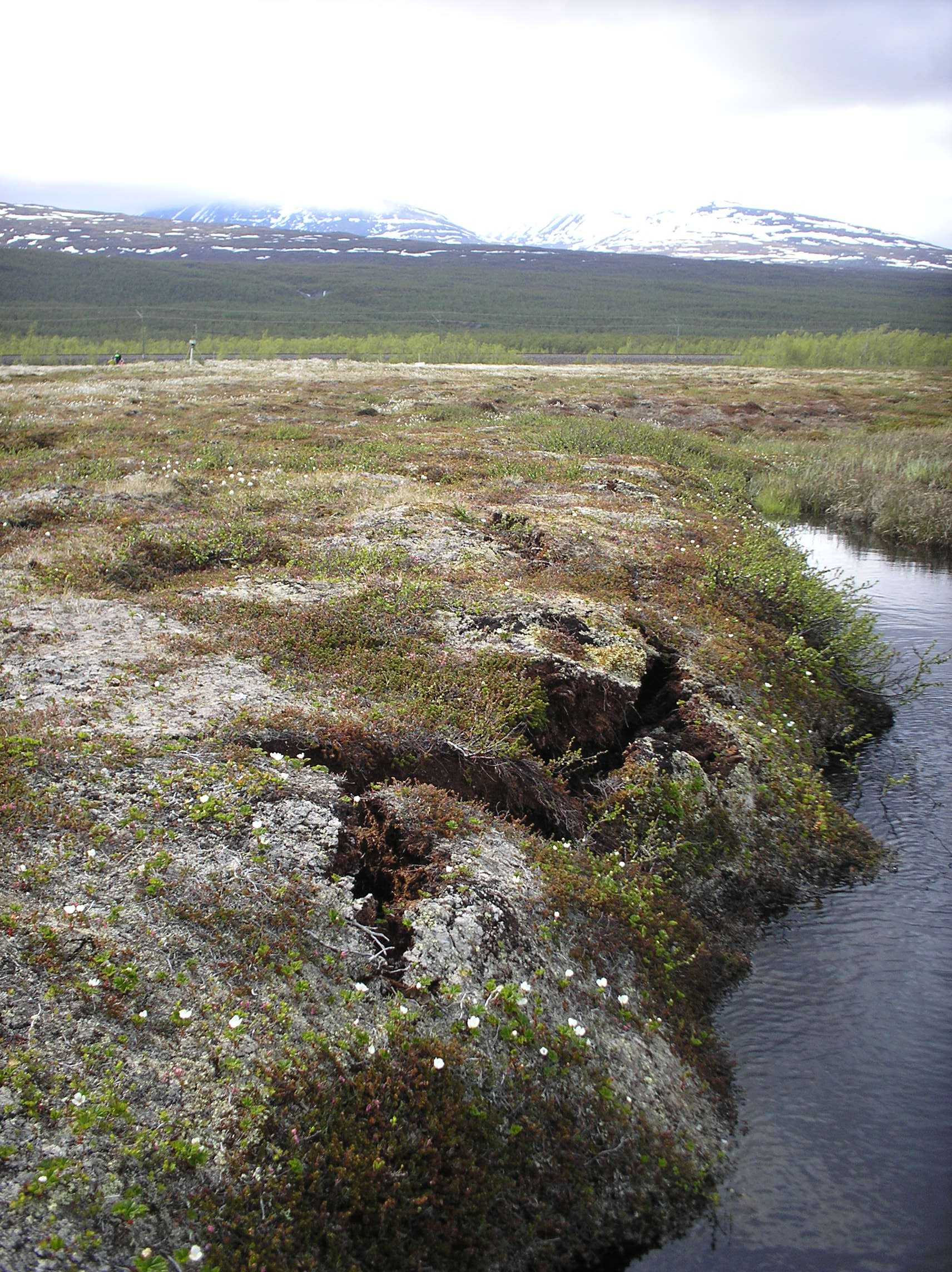
La torbiera di Storflaket nei pressi di Abisko nella Svezia settentrionale è un altopiano di permafrost. Si vedono alcuni segni di collasso (fratturazione ai margini)

Le forme di palsa comprendono tumuli, creste moderatamente dritte e creste tortuose. Le palse in Islanda sono state variamente descritte come aventi forma di gobba, di diga, di altopiano, di anello, di scudo e, quelle in Norvegia, di tipo altopiano, esker, a stringa, coniche o a forma di cupola, e di forme complesse.
Sono larghe di solito 10–30 m, e lunghe 15–150 m. Tuttavia, sono state riferite lunghezze fino a 500 m per le creste di palse di tipo esker che corrono parallele al gradiente di una palude. Le altezze oscillano da meno di 1 m a 7 m, o, al massimo, fino a circa 10 m. Le grandi forme tendono ad essere considerevolmente meno coniche rispetto a quelle piccole. In alcuni luoghi le palse si combinano per formare complessi di diverse centinaia di metri di estensione. Il nucleo del permafrost contiene lenti di ghiaccio sottili non più di 2–3 cm, anche se sono state descritte a livello locale lenti che arrivano fino a quasi 40 cm di spessore.
Le superfici delle palse sono frequentemente percorse da fratture aperte, causate da "incrinature dovute a dilatazione" (doming), fessurazione per il gelo o inaridimento.  La vegetazione che si sviluppa sulla superficie esterna di una palsa può comprendere piccoli arbusti e licheni oltre ai comuni carici che caratterizzano la torba.
Ci sono due tipi di palse: quelle con un nucleo di torba e quelle con un nucleo di suolo minerale, di solito silt. Il tipo con nucleo di torba è il più comune, l'altro tipo è considerato eccezionale da parte di alcuni, ma è più comune di quanto si fosse pensato precedentemente.

### Altopiano di permafrost
Gli altopiani di permafrost sono strutture di palse fuse insieme che formano un'area pianeggiante continua elevata di solito in una torbiera. Gli altopiani di permafrost possono avere allo stesso tempo zone sottoposte a una fase di decadimento insieme ad altre in fase di sviluppo. Gli altopiani di permafrost sono in genere circondati da zone umide ma sono intervallati da pozze d'acqua durante l'estate a causa dei rilievi irregolari, deterioramento parziale e disgelo.

## Distribuzione geografica

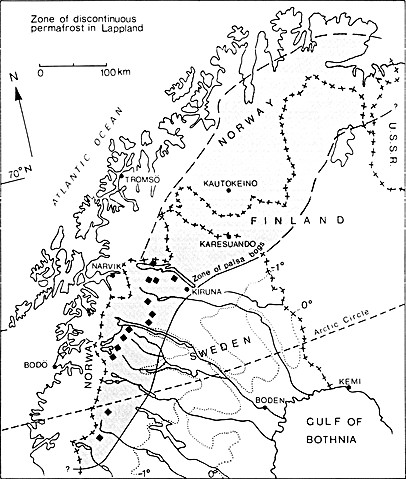
Cartina di Anders Rapp che mostra i limiti delle palse e il permafrost discontinuo nella Fennoscandia.

Le palse sono formazioni tipiche di luoghi che hanno una zona di permafrost discontinuo e si trovano quindi nelle regioni subartiche del Canada settentrionale e Alaska, Siberia, Fennoscandia settentrionale e Islanda. Sono quasi esclusivamente associate alle zone paludose e di solito si sviluppano dove gli inverni sono lunghi e la coltre di neve tende ad essere sottile. In alcuni luoghi le palse si estendono dentro il permafrost sottostante; in altri esse giacciono su un substrato non gelato.
Nell'emisfero meridionale sono stati identificati resti di palsa risalenti all'ultimo massimo glaciale sull'Isola Grande della Terra del Fuoco (Argentina) proprio a nord del Lago Cami. Resti di palse dell'era glaciale sono stati trovati in alcune torbiere alte dell'Europa Centrale, come nella regione di Hautes Fagnes nella zona di confine tra Germania e Belgio.

## Differenze e somiglianze tra pingo e palsa
Le palse sono morfologicamente e geneticamente simili ai pingo, tuttavia, con altezze che in genere variano approssimativamente da 0,5 a 2 m e lunghezze comprese tra i 5 e i 25 m, le palse sono significativamente più piccole dei pingo. Inoltre, diversamente dai pingo, che di solito sono isolati, le palse in genere sorgono insieme ad altre formando un raggruppamento più o meno esteso, come ad es. nella cosiddetta brughiera di palse (palsamoor).
Sia le palsa che i pingo sono il risultato del congelamento che avviene nel nucleo di ghiaccio. Le palse, tuttavia, non richiedono necessariamente una decisiva pressione idrostatica (che inietti acqua), poiché il terreno paludoso, essendo saturo d'acqua, fornisce un approvvigionamento più che sufficiente per il nucleo di ghiaccio in crescita.

## Terminologia e sinonimi
Palsa (plurale: palse) è un termine appartenente alla lingua finlandese (la forma plurale palsen è dello svedese), che a sua volta è un prestito derivato da balsa del sami settentrionale). Poiché le palse sono particolarmente sviluppate nelle brughiere esse sono anche denominate "palse di brughiera" (palsamoors). Bugor e bulginniakhs sono termini generali nella lingua russa (quest'ultimo di origine jakuta) validi sia per le palse che per i pingo.

### Ulteriori letture
- (EN) R.J.W. Brown, Kupsch W.O., Permafrost terminology, Altona, Manitoba, National Research Council Canada, 1974.
- (EN) A.L. Washburn, Geocryology, New York, John Wiley & Sons, 1980, ISBN 0-470-26582-5.
- (EN) Peter J. Williams, Michael W. Smith, The frozen Earth, New York, Cambridge University Press, 1989, ISBN 0-521-36534-1.